# Франсоа Фийон
Франсоа Фийон (на френски: François Fillon) е френски политик от партията Републиканците. Той е министър-председател на Франция през 2007 – 2012 г. при управлението на президента Никола Саркози.

## Биография
Започва да следва философия в Университета на Льо Ман. През 1976 г. завършва магистратура по обществено право в Университета Рене Декарт
През 1980 г. се жени за Пенелопе Кларк, която е от уелски произход. Има пет деца.
След победата на Жак Ширак на изборите през 2002 г., става министър на социалната политика в правителството на Жан-Пиер Рафарен (2002 – 2005 г.). Провежда мащабна пенсионна реформа, наречена още „законът Фийон“, която довежда докрай въпреки протестите срещу нея.
Назначен за министър на образованието през 2004 г., Фийон извършва друга реформа, засягаща матурите, която предизвиква големи демонстрации и протести на учениците от средните училища през лятото на 2005 година. Много училища са блокирани. Това го принуждава да изостави реформата отчасти.
След френското „не“ на референдума за Европейска конституция и оставката на Жан-Пиер Рафарен, Фийон остава извън новосформираното правителство на Доминик дьо Вилпен.
На другия ден той заявява пред „Монд“, че „от президентството на Ширак ще се запомнят само моите реформи“, обявявайки, че е принуден да се заеме с президентската кампания на Никола Саркози.
Франсоа Фийон често е изразявал желанието си за реформи и необходимостта от твърдост. Определя се като „социален голист“. Известно негово изказване от предизборната кампания е „Франция може да понесе истината“.
През ноември 2012 година Фийон се кандидатира за председател на Съюза за народно движение (дн. партия Републиканците) и губи с малка разлика от Жан-Франсоа Копе, като и двете страни се обвиняват взаимно във фалшификации. В резултат на възникналия конфликт привържениците на Фийон в парламента се отделят в самостоятелна парламентарна група.
Фийон печели вътрешнопартийните избори на „Републиканците“ през 2016 г. (побеждавайки Ален Жюпе) за кандидатура за президент на Франция на редовните избори през април 2017. Фийон е с по-консервативни възгледи от Жюпе. Социологическите проучвания сочат, че Франсоа Фийон ще победи лидерката на „Националния фронт“ Марин льо Пен на балотаж. Доверието в него обаче се срива след като става известно, че съпругата му Пенелопе е получила 500 хил. евро (след като е наета от Фийон за негов сътрудник през 1998) за работа, която никога не е извършила. В телевизионно интервю Фийон не отрича, че е направил тези плащания, и обяснява, че съпругата му действително е вършила работата, за която е била наета – редактирала е неговите речи, участвала е в събития, на които не е успявал да присъства, правила е медиен мониторинг. Нов фаворит за изборите е Еманюел Макрон с неговата социално либерална и проевропеистка партия „Ан марш!“. На първия тур, проведен на 23 април 2017, Фийон се нарежда трети (20,01% от гласовете). Първият тур е спечелен от Макрон. Ф. Фийон веднага обявява, че на втори тур (7 май 2017) ще гласува за Макрон.
|  | Тази страница частично или изцяло представлява превод на страницата François Fillon в Уикипедия на френски. Оригиналният текст, както и този превод, са защитени от Лиценза „Криейтив Комънс – Признание – Споделяне на споделеното“, а за съдържание, създадено преди юни 2009 година – от Лиценза за свободна документация на ГНУ. Прегледайте историята на редакциите на оригиналната страница, както и на преводната страница, за да видите списъка на съавторите. ВАЖНО: Този шаблон се отнася единствено до авторските права върху съдържанието на статията. Добавянето му не отменя изискването да се посочват конкретни източници на твърденията, които да бъдат благонадеждни. |

1. ↑  www.workwithdata.com //   Посетен на 15 октомври 2024 г.